# Richard Mulligan
Richard Mulligan, född 13 november 1932 i New York i New York, död 26 september 2000 i Los Angeles i Kalifornien, var en amerikansk skådespelare. Mulligan är främst känd för rollen som Burt Campbell i sitcom-serien Lödder (1977–1981) och huvudrollen som barnläkaren Harry Weston i sitcom-serien Härlige Harry (1988–1995).

## Biografi
Mulligan föddes i New York och var yngre bror till regissören Robert Mulligan. Efter att ha studerat vid Columbia University, började Mulligan arbeta med teater och gjorde sin debut som regissör och artist på Broadway i Hela vägen hem 1960. Bland övriga teaterframträdanden märks: Thousand Clowns, Never Too Late, Hogan's Goat och Thieves.
Mulligan gjorde ett kort (ej krediterat) framträdande i filmen Kärlek (1963), regisserad av sin äldre bror. Han spelade med Mariette Hartley säsongen 1966-1967 i komediserien Hjälten, där han spelade TV-stjärnan Sam Garret, som i sin tur spelade i en fiktiv serie som Jed Clayton, US Marshal. Hjälten varade endast 16 avsnitt. Ett annat noterbart TV-framträdande var i I Dream of Jeannie i avsnittet "Jorden runt på 80 Blinkar", som en marinbefälhavare medföljande Major Nelson (Larry Hagman) på ett uppdrag.
Mulligans mest anmärkningsvärda filmroll var den som General Custer i Little Big Man, där han framställs som psykopat. Han syntes också i katastroffilmparodin The Big Bus (1976), där han återförenades med Larry Hagman. När det gäller hans radioarbete, medverkade han i en inspelning av Edgar Allan Poes "The Oblong Box" på CBS Radio Mystery Theater (1975).
Hans mest uppmärksammade roller i TV var som Burt Campbell i Lödder (1977–1981), för vilken han vann en Emmy Award för bästa skådespelare, och som Dr Harry Weston i NBC-serien Härlige Harry, en spinoff på serien Pantertanter, där hans karaktär hade dykt upp i ett par avsnitt. Härlige Harry sändes i sju säsonger och Mulligan vann en Emmy för bästa skådespelare samt en Golden Globe för sin prestation. Han spelade också statssekreterare William Seward i Lincoln (1988), en TV-film baserad på Gore Vidals roman.
Mulligan fortsatte att spela på Broadway och i filmer, där han ofta spelade biroller. Ett anmärkningsvärt undantag var i den svarta komedin S.O.B. (1981), där han spelade huvudrollen Felix Farmer, en Hollywood-producent och regissör, vilken föreställde Blake Edwards. I filmen medverkade även Larry Hagman. Mulligan spelade Reggie Potter i TV-serien Reggie (1983), serien varade endast sex avsnitt. Den var en löst baserad på BBC-serien The Fall och Rise of Reginald Perrin.
År 1985 syntes Mulligan i The Twilight Zone, avsnittet "Night of the Meek", där han gjorde rollen som Henry Corwin, en alkoholiserad varuhus-jultomte som blir den äkta varan. Det var en nyinspelning av julepisoden "The Night av Meek " (1959), samt den karaktär som Art Carney hade spelat i den ursprungliga versionen. Nästa år, syntes han i ett annat avsnitt av serien, "The Toys av Caliban".
Mulligan dök också upp i Disneys Oliver & Gänget 1988, som röst åt Grand Danois "Einstein". Hans sista insats var ett röstframträdande i serien Hey Arnold!, i avsnittet "Old Iron Man" som sändes i januari 2001, som röst för karaktären Jimmy Kafka.

### Privatliv
Mulligan var gift fyra gånger. Han var först gift med Patricia Jones 1955–1960, med vilken han hade en son. Det följdes av äktenskap med Joan Hackett från 3 januari 1966 till juni 1973 och med Lenore Stevens från 1978 till 1990. Hans sista äktenskap var med skådespelaren Rachel Ryan från den 27 april 1992, äktenskapet varade i två år.
Den 26 september 2000 avled Mulligan av cancer i sitt hem i Los Angeles, Kalifornien.
Mulligan har en stjärna på Hollywood Walk of Fame på 6777 Hollywood Blvd.

## Filmografi i urval
- 1964 – Natt med en främling
- 1966 – Gänget
- 1969 – De obesegrade
- 1970 – Little Big Man
- 1973 – Gömstället
- 1976 – Bussen som blev galen
- 1976 – Lilla huset på prärien (TV-serie)
- 1976 – Charlies änglar (TV-serie)
- 1977–1978 – Kärlek ombord (TV-serie)
- 1977–1981 – Lödder (TV-serie)
- 1979 – Det våras för arvingarna
- 1981 – S.O.B. - Panik i drömfabriken
- 1982 – Hunter 6
- 1982 – Jakten på Rosa Pantern
- 1984 – Jealousy
- 1984 – Teachers
- 1984 – En fru för mycket
- 1984 – Klantskallarna II
- 1985 – The Heavenly Kid
- 1985 – Kåkfarargänget
- 1985–1986 – Skymningszonen (TV-serie) (The Twilight Zone)
- 1986 – Highway to Heaven (TV-serie)
- 1986 – En salig röra
- 1986 – Lisa i leksakslandet
- 1988 – Oliver & Gänget
- 1988 – Gore Vidal's Lincoln
- 1988–1989 – Pantertanter (TV-serie)
- 1988–1995 – Härlige Harry (TV-serie)
- 1990 – UFO Cafe
- 1991–1993 – Nurses (TV-serie)
- 1996 – Neil Simon's London Suite
- 1997 – Dog's Best Friend